# 46 Eridani
46 Eridani, eller EH Eridani, är en roterande variabel av Alfa2 Canum Venaticorum-typ (ACV) i stjärnbilden Eridanus. 
Stjärnan har visuell magnitud +5,72 och varierar med en amplitud av 0,035 magnituder och en period av 3,82 dygn. Den befinner sig på ett avstånd av ungefär 830 ljusår.